# ショットキーバリアダイオード
ショットキーダイオード（ドイツの物理学者ヴァルター・ショットキーにちなんで命名）は、ショットキーバリアダイオード（Schottky barrier diode）あるいはホットキャリアダイオード（hot-carrier diode）としても知られており、半導体と金属の接合によって作られた半導体ダイオードである。
順方向電圧降下が小さく、非常に高速なスイッチング動作をする。
無線技術の初期段階で使われた Cat's-whisker detector（鉱石検波器の一種）、初期の電力用途で使われた酸化銅整流器とセレン整流器は、原始的なショットキーダイオードとみなすことができる。
十分な順方向電圧が加えられると、順方向に電流が流れる。
シリコンのpn接合ダイオードの一般的な順方向電圧は、600から700 mVであるが、ショットキーダイオードの順方向電圧は、150から450 mVである。
この低い順方向電圧は、高速なスイッチング速度とより良いシステム効率を可能とする。

## 構造

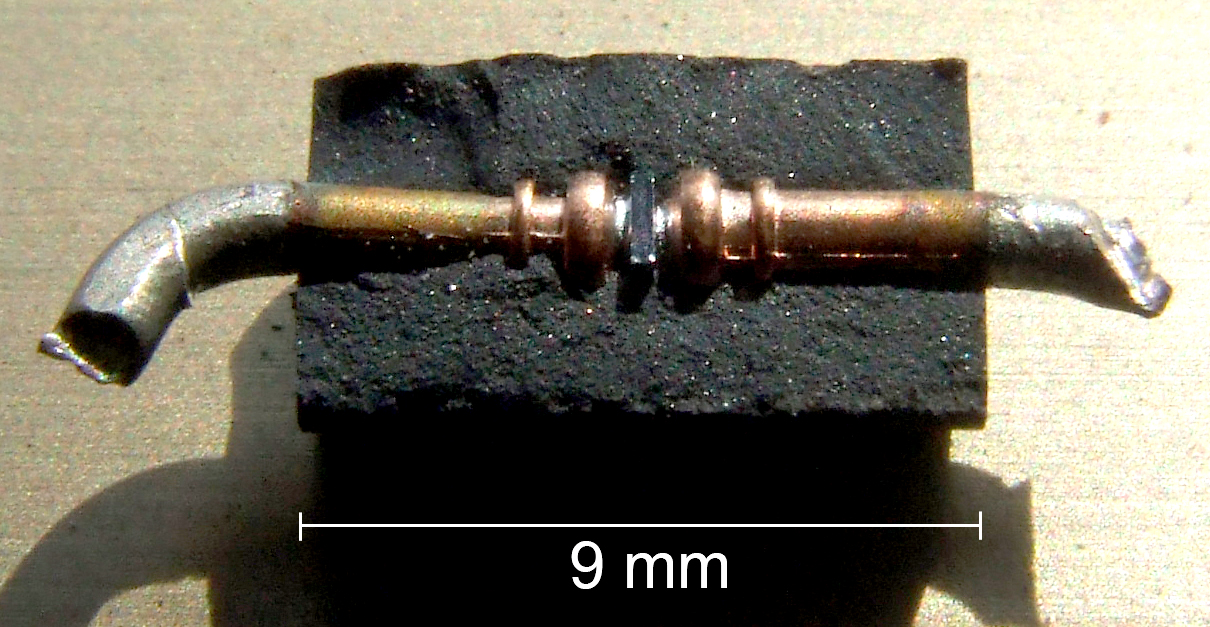
パッケージを割った1N5822ショットキーダイオード。中央の半導体は、片方の金属端子とショットキー接合（整流作用がある）を形成し、もう片方の金属端子とオーミック接触を形成している。

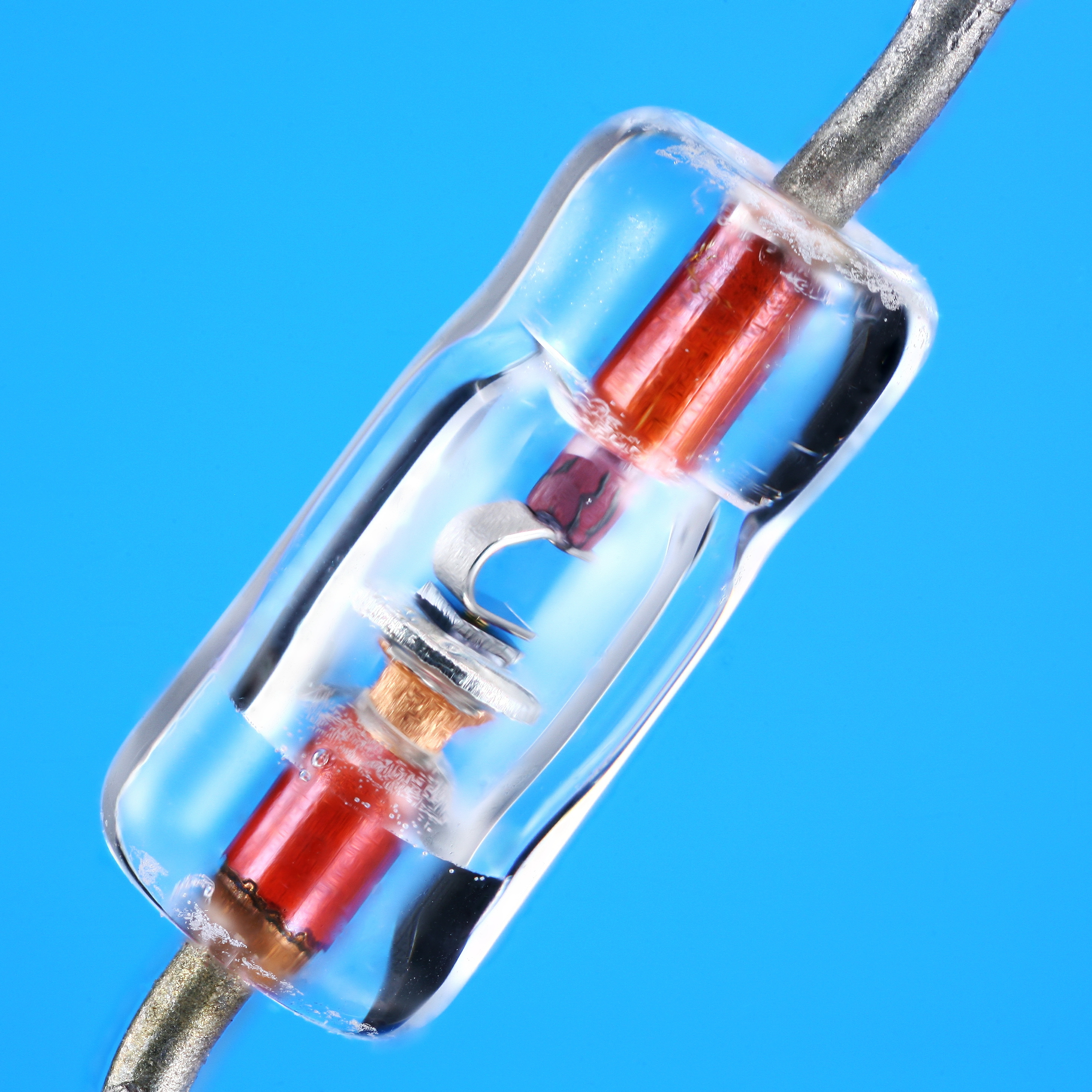
一般的な用途で使われる HP 5082-2800 ショットキーダイオード

金属半導体接合は、金属と半導体の間に形成され、ショットキー障壁を作る（従来のダイオードのpn接合の代わりとなる）。
使用される一般的な金属は、モリブデン、プラチナ、クロム、タングステン、そして特定のシリサイド（例えば、パラジウムシリサイドとプラチナシリサイド）と種類が多いが、半導体は大抵n型シリコンである。
金属側はダイオードのアノードとして振る舞い、n型半導体側はカソードとして振る舞う。
つまり、電流は、金属側から半導体側へ流れる。しかし、反対方向には流れない。
従来の電流の定義（conventional current）に従って、ここでいう電流は、電子の移動と逆方向に流れる。
このショットキー障壁は、非常に高速なスイッチングと低い順方向電圧降下の両方を実現することになる。
金属と半導体の組み合わせの選択によってダイオードの順方向電圧が決まる。
n型とp型の半導体のいずれでもショットキー障壁を作ることができる。
p型の方がより低い順方向電圧にすることができる。
しかし、順方向電圧が下がるのと引き換えに逆漏れ電流が劇的に増大するので、順方向電圧を過剰に低くすることはできない。
通常使用されるレンジは、0.15から0.4 Vであり、p型半導体が使用されることはマレである。
チタンシリサイドと他の耐熱性シリサイドは、CMOSプロセスのソース／ドレインのアニーリングに必要な温度に耐えることができるが、実用にするには順方向電圧が低すぎるので、これらのシリサイドを使ったプロセスがショットキーダイオードに使われることはない。
半導体のドーピングを増加させると、空乏層の幅が減少する。
特定の幅より減少すると、電荷キャリアが空乏層を通り抜けることができる。
ドーピングレベルを非常に高くすると、そのショットキー接合はもはや整流器として動作せず、オーミック接触になる。
このことは、オーミック接触とダイオードの同時形成のために使用できる。シリサイドと低濃度にドーピングされたn型領域の間にダイオードが形成され、シリサイドと高濃度にドーピングされたn型あるいはp型領域の間にオーミック接触が形成されるからである。
ただし、シリサイドと低濃度にドーピングされたp型領域の間の接触は問題を起こす。オーミック接触としてはあまりにも抵抗値が高く、ダイオードとしては順方向電圧が低すぎるので、逆漏れ電流が多すぎるという結果になるからである。
ショットキー接触のエッジはかなり鋭いので、強い電界の勾配がその周囲に現れ、逆ブレークダウン電圧（降伏電圧）の閾値の大きさを制限する。
ガードリングから金属被覆法（メタライゼーション）まで電界の勾配を広げるために様々な戦略が使用される。
ガードリングは貴重なダイの面積を消費してしまうので、主に大きな高電圧ダイオードのために使われる。
一方、金属被覆法は主に小さな低電圧ダイオードに使われる。
ショットキーダイオードは、ショットキートランジスタの内部で対飽和クランプ回路としてよく使用される（クランプ回路：電圧を規定のレベルに保つ回路の総称）。
パラジウムシリサイド（PdSi）で作られたショットキーダイオードは、順方向電圧が低いので、優秀である（ショットキーダイオードの順方向電圧はベース・コレクタ間の順方向電圧よりも低くしないといけない）。
ショットキーの温度係数は、ベース・コレクタ間接合の温度係数よりも低いので、高温でのPdSiの使用が制限される。
電力用ショットキーダイオードの場合、埋められたn+層とn型エピタキシャル層の寄生抵抗が重要になる。
トランジスタの場合、電流がエピタキシャル層の厚み全体を通過する必要があるので、エピタキシャル層の抵抗はより重要である。
しかしながら、その抵抗は、接合部全体に広がる分散されたバラスト抵抗として役立ち、通常の条件下において局所的な熱暴走を防ぐことになる。
電力用pn接合ダイオードと比較して、ショットキーダイオードは逆耐圧（降伏電圧）が低い。
ショットキーダイオードの接合部は、温度に敏感な金属皮膜と直接接触している。
それゆえに発熱で故障しない限り（特に逆降伏状態で発熱しない限り）は、深く埋められた接合部を持つ同サイズのpnダイオードよりも少ない電力しか消費しない。
ショットキーダイオードの順方向電圧が低いという相対的な利点は、順方向電流が増えると減少する。
ショットキーダイオード内部の直列抵抗によって生じる電圧降下の方が支配的になるからである。

## 逆回復時間
pn接合ダイオードとショットキーダイオードの間の最も重要な違いは、ダイオードが導通状態から非導通状態へ切り替わるときの逆回復時間 (trr) である。
pn接合ダイオードの場合、高速なものなら逆回復時間は、数マイクロ秒から100 ns未満のオーダーにすることができる。
導通状態の間に拡散領域に溜まる少数キャリアによって引き起こされる拡散容量が主な制約となって逆回復時間はこれより短くできない。
ショットキーダイオードは、ユニポーラ素子（電子と正孔のどちらか一つのみを使う素子）であり、接合容量のみが速度の制約になるので、非常に高速である。
スイッチング時間は、小信号ダイオードの場合で100ピコ秒以下であり、超高耐圧電力ダイオードの場合で数十ナノ秒までである。
pn接合ダイオードの場合、逆回復電流も発生する。高出力半導体において、逆回復電流はEMIノイズを増大させることになる。
ショットキーダイオードの場合、それほど懸念することのないわずかな容量負荷だけなので、本質的に「瞬間」で動作する。
この「瞬間」のスイッチングは、常に当てはまる訳ではない。
特に高電圧ショットキー素子において、ブレークダウンフィールドの幾何学的形状を制御するために必要なガードリングは、通常の回復時間属性を持った寄生pn接合ダイオードを生み出す。
このガードリングが生み出した寄生ダイオードは、順方向にバイアスされない限り、ショットキーダイオードに静電容量だけを追加する。
もしもショットキー接合が十分に強く駆動されているならば、やがて順方向電圧は両方のダイオードを順方向にバイアスする。そして、実際の trr は大きな影響を受ける。
ショットキーダイオードは、多数キャリア（majority carrier）の半導体素子とよく呼ばれる。
このことは、半導体がドーピングされたn型であるならば、n型のキャリア（可動電子）が素子の通常動作において重要な役目を果たすということである。
多数キャリアは、自由電子になるためにショットキー接合の反対側にある金属接触部分の伝導帯へ素早く注入される。
それゆえにn型キャリアとp型キャリアの遅いランダムな再結合は関与しないので、このダイオードは、通常のpn接合整流ダイオードよりも速く伝導を終えることができる。
この特性によって、デバイス面積は小さくなり、遷移もより高速になる。
このことは、ショットキーダイオードがスイッチモード・パワーコンバーター（スイッチング電源はその一種）で有用なもう一つの理由である。
ダイオードが高速ということは、スイッチモード・パワーコンバーターの回路が200 kHzから2 MHzまでの範囲の周波数で動作できるということである。
他のダイオードを使ったパワーコンバーターよりも効率的であり、小さなインダクタとキャパシタ（コンデンサ）を使うことができる。
小面積のショットキーダイオードは、RF検出器とミキサの中心であり、50 GHzまでの周波数で動作可能である。

## 制約
ショットキーダイオードの最も明確な制約は、低い降伏電圧と多い逆漏れ電流である。
シリコンー金属接合のショットキーダイオードの場合、降伏電圧は一般的に50 V以下である。
さらに高電圧な設計も可能であるが、降伏電圧が200 Vもあれば高い方とみなされる（pn接合のダイオードだと1000 V程度のものは珍しくない）。
逆漏れ電流は、温度とともに上昇するので、熱暴走問題を引き起こす。
このことは、実用的な降伏電圧を定格以下に制限することになる。
より高い降伏電圧を実現した場合、他の形式の標準的なダイオードと同等の高い順方向電圧になってしまう。
そのようなショットキーダイオードは、スイッチング速度を要求されない限り、利点がないということになる。

## シリコンカーバイド・ショットキーダイオード
シリコンカーバイドから作られたショットキーダイオードは、シリコンのショットキーダイオードよりも逆漏れ電流が少ないだけでなく、より高い降伏電圧を示す。
その反面、順方向電圧が高い（25度で1.4から1.8 V）という欠点がある。
2011年現在、降伏電圧が1700 Vまでの品種を製造者から購入可能であった。
シリコンカーバイドは、高い熱伝導率を持つので、そのスイッチング特性と熱特性が温度から受ける影響は小さい。
特殊なパッケージのシリコンカーバイド・ショットキーダイオードは、接合部が500 K（摂氏約200度）以上の温度でも動作可能であり、航空宇宙用途において受動的放射冷却を可能とする。

## 応用

### 電圧クランプ
標準的なシリコンダイオードは、約0.7 Vの順方向電圧降下であり、ゲルマニウムダイオードは、0.3 Vである。一方、ショットキーダイオードの約1 mAの順方向バイアスにおける電圧降下は、0.15 Vから0.46 Vまでの範囲である（1N5817と1N5711を参照）。そのことは、電圧クランプで有用であり、トランジスタの飽和を防ぐ。
ショットキーダイオードの順方向電圧降下が低いのは、高い電流密度が原因である。

### 逆流と放電を防ぐ
ショットキーダイオードは、順方向電圧降下が少ないので、熱として無駄にされるエネルギーも少なく、効率に敏感な用途に対する最も効率的な選択肢となる。
例えば、単独の（オフグリッドの）太陽光発電システムが夜間にソーラーパネルを通してバッテリーを放電してしまうことを防ぐために使われている。これを「逆流防止ダイオード」（blocking diode）と呼ぶ。
複数のストリング（太陽電池モジュールを直列に接続したもの）を並列に接続したグリッド接続システムでも使われている。
バイパスダイオードが故障したときに日陰に入ったストリングを通して隣接するストリングから電流が逆流するのを防ぐためである。

### スイッチング電源
ショットキーダイオードは、スイッチング電源の内部で整流器としても使われる。
低い順方向電圧と高速な回復時間は、効率を上げることになる。
それらは内蔵バッテリーとACアダプター入力の両方を持つ製品の内部にある電源「OR」回路でも使われている。
しかしながら、この場合、大きな逆漏れ電流が問題を起こす。高インピーダンス電圧検出回路（例えば、バッテリー電圧を監視し、ACアダプターが存在するかどうかを検出する）は、ダイオードの逆漏れ電流によって他の電源から来る電圧を検出してしまう。

### サンプル＆ホールド回路
ショットキーダイオードは、ダイオードブリッジを基にしたサンプル＆ホールド回路で使われている。
通常のpn接合ダイオードを使ったダイオードブリッジと比較したとき、ショットキーダイオードに優位性がある。
順方向にバイアスされたショットキーダイオードは、少数キャリアを貯めるストレージがない。
そのため、通常のダイオードよりもさらに高速にスイッチングすることを可能にする。その結果、サンプルからホールドへ遷移する時間が短くなる。
少数キャリアを貯めるストレージがないので、短いホールド間隔と少ないサンプリングエラーを実現する。その結果、出力がより正確になる。

### 電荷制御
効果的な電界制御ができるので、ショットキーダイオードは、量子井戸あるいは量子ドットのような半導体ナノ構造の中に単一の電子を正確に出し入れするのに使うことができる。

## 名称

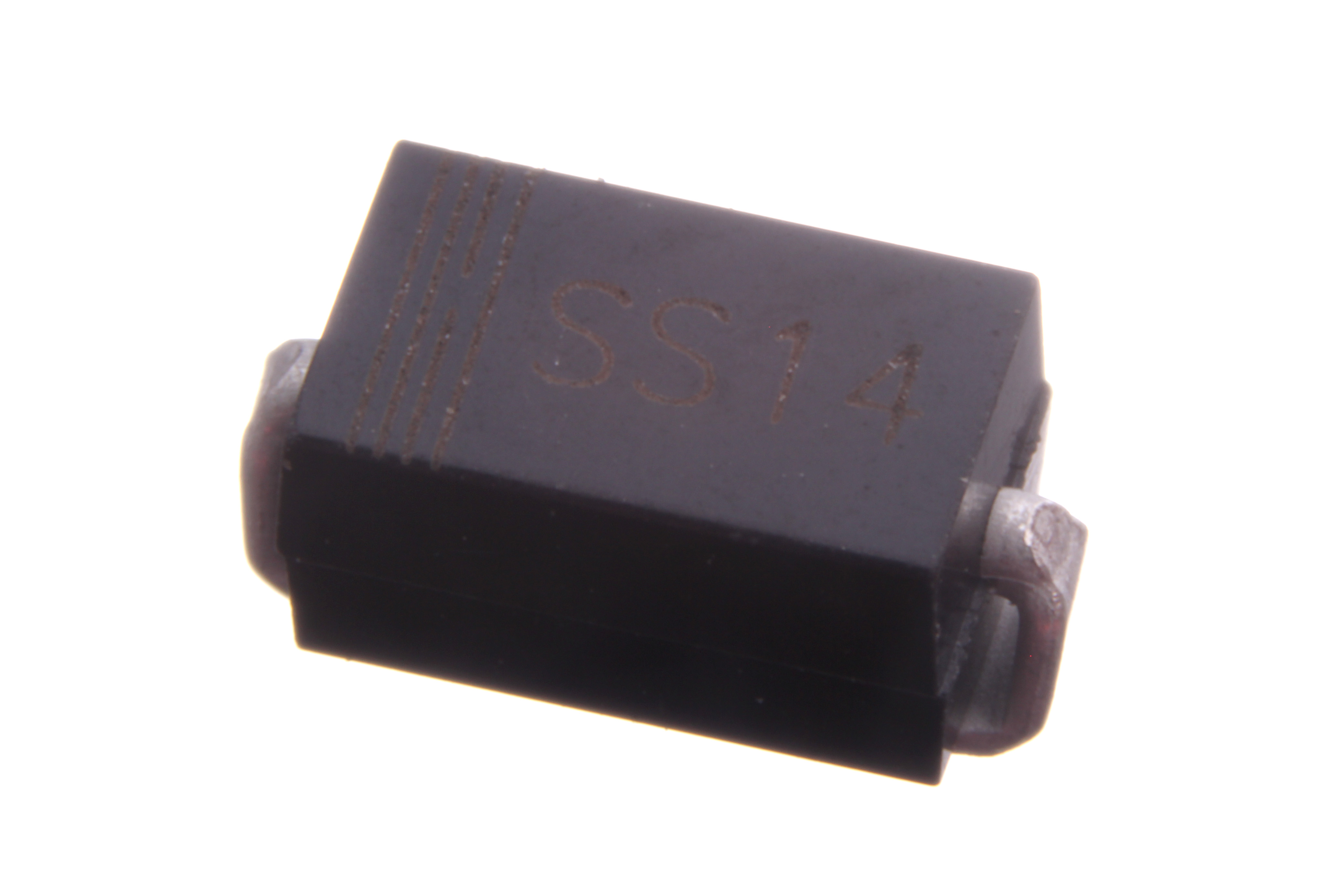
DO-214AC (SMA)パッケージのSS14ショットキーダイオード（1N5819の表面実装版）

一般的に見かけるショットキーダイオードは、1N58xxシリーズ整流器を含んでいる。
1N581x（1 A）と1N582x（3 A）のようなスルーホール部品、そして SS1x (1 A) と SS3x (3 A) のような表面実装部品である。
ショットキー整流器は、多くの表面実装パッケージが利用可能である。
1N5711、1N6263、1SS106、1SS108、そして、BAT41–43、45–49 シリーズのような小信号ショットキーダイオードは、検波、ミキサ、そして非線形素子のような高周波用途で広く使われており、ゲルマニウムダイオードに取って代わった。
それらは、III-V族半導体デバイス、レーザーダイオードのような敏感なデバイスの静電気放電（ESD）保護に適してもいる。1SS271のように、ダイオードDBMのリング等に用いることを前提に、複数のダイオードを1パッケージに納めた製品もある。
ショットキー金属半導体接合は、7400シリーズ 汎用ロジックICのTTLファミリーの後継である74S、74LS、そして74ALSシリーズの中で特徴的な存在となっている。
それらはバイポーラトランジスタの飽和を防ぐためにコレクタ・ベース接合と並列に接続されてベーカー・クランプ回路として使用されている。
それによってターンオフ遅延を大幅に削減している。

## ショットキーダイオードの代わりになるもの
消費電力を抑えたいとき、アクティブ整流として知られる動作モードでMOSFETと制御回路を代わりに使うことができる。
pn接合ダイオードあるいはショットキーダイオードとオペアンプで構成されるスーパーダイオードは、ネガティブフィードバックの効果によってほぼ完璧なダイオード特性を実現する。しかし、用途は、オペアンプが対応できる周波数に制限される。

## エレクトロウェッティング
ショットキーダイオードが液体金属の滴（例えば、水銀）とそれに接触した半導体（例えば、シリコン）で形成されているときにエレクトロウェッティングが観察できる。
半導体のドーピング種別と密度に依存し、水銀の滴に加えた電圧の強さと方向に従って水銀の滴は広がる。
この効果は「ショットキー・エレクトロウェッティング」と呼ばれる。